# Włócznia Świętego Maurycego

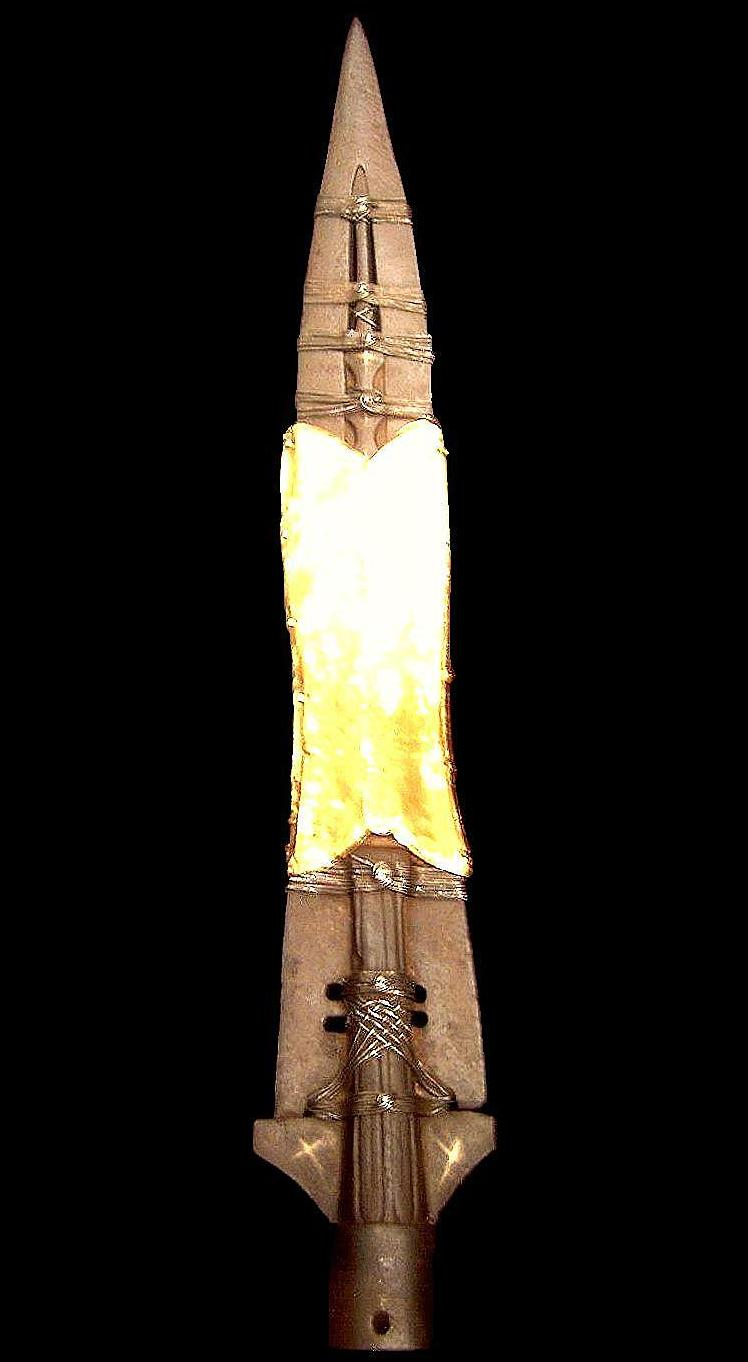
Święta Lanca Cesarska

Włócznia Świętego Maurycego, Święta i Niosąca Krzyż Lanca Cesarska (łac. Sancta et Crucifera Imperialis Lancae) – broń ceremonialna uznawana za symbol władzy cesarzy Świętego Cesarstwa Rzymskiego. Według pierwotnej, średniowiecznej legendy miała należeć do św. Maurycego, chrześcijańskiego męczennika i centuriona rzymskiej Legii Tebańskiej, który żył w III wieku. Przechowywana w skarbcu cesarskim w Wiedniu.
Zgodnie z tradycją w grocie włóczni znajduje się gwóźdź z krzyża Jezusa Chrystusa, w związku z tym dla części chrześcijan ma ona wartość relikwii. W przeszłości włócznia była symbolem legitymizacji władzy nadanej od Boga cesarzowi rzymskiemu, dlatego noszono ją przed władcą Niemiec i stawiano przy jego tronie. Cesarz Karol Wielki kazał pochować się w pozycji siedzącej z kopią włóczni w dłoni.
Kopie włóczni cesarskiej otrzymali w różnych okresach m.in.: książę Polski Bolesław I Chrobry, król Węgier Stefan I Święty, hrabia Alzacji Gerhard czy książę czeski Brzetysław II.

## Historia

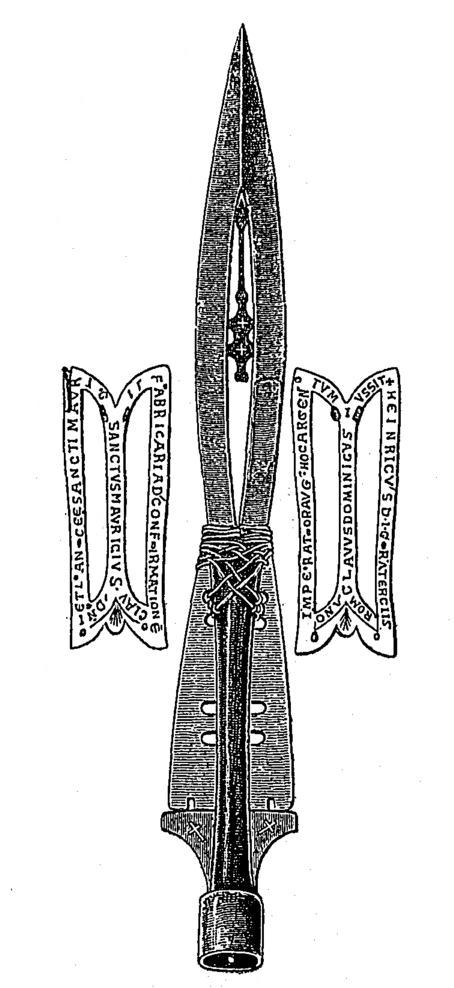
Detale Włóczni św. Maurycego

Pierwsza historyczna wzmianka o Włóczni Świętego Maurycego pochodzi z VI wieku. Miała wówczas być w posiadaniu władcy Burgundii Guntrama, który w 585 roku przekazał ją jako oznakę władzy swojemu bratankowi Childebertowi. W VIII wieku włócznia znalazła się w rękach dynastii Karolingów, a od X wieku – Welfów.
Królowie niemieccy stali się właścicielami włóczni w 926 roku. Henryk I Ptasznik kupił ją od króla Burgundii Rudolfa II płacąc mu w zamian fragmentem terytorium Szwabii. Od X wieku Włócznia Świętego Maurycego stała się symbolem dynastii saskiej. Kolejni cesarze wozili ją po całej Rzeszy jako talizman i insygnium władzy. Nigdy się z nią nie rozstawali wierząc w jej moc. W 1229 roku papież Grzegorz IX uznał ją za relikwię Męki Pańskiej i oryginał Włóczni Przeznaczenia, którą Longinus przebił bok Jezusa Chrystusa.
W XIV wieku Karol IV Luksemburski ofiarował włócznię kościołowi Świętego Ducha w Norymberdze. Zawieszona w relikwiarzu nad posadzką w nawie głównej świątyni była celem licznych pielgrzymek. Raz do roku w drugi piątek po Wielkanocy obchodzone było w mieście Święto Włóczni Pańskiej, podczas którego zgromadzony na placu tłum mógł zobaczyć lancę wyjmowaną uroczyście z relikwiarza.
Podczas wojen napoleońskich Włócznia Świętego Maurycego została wywieziona z Norymbergi i oddana do skarbca Habsburgów w Wiedniu, gdzie przechowywana jest do dzisiaj. W czasie II wojny światowej, w wyniku decyzji władz III Rzeszy, na krótko powróciła do Norymbergi.

## Charakterystyka
Święta Lanca Cesarska wykonana jest w typie włóczni skrzydełkowatej. Jej grot pełni funkcję relikwiarza. Jest przecięty na wylot i kryje w sobie żelazny gwóźdź, utrzymywany w pozycji pionowej pasemkami srebrnego drutu. Zachowany grot włóczni ma wymiary 50,8 cm długości i 7,9 cm szerokości. Jest kilkakrotnie przełamany i połączony trzema skuwkami pochodzącymi z różnych okresów oraz drutem. Pierwsza żelazna osłona pochodzi z czasów Ottona III (X–XI wiek), srebrna z czasów cesarza Henryka IV (XI-XII wiek), a złota z czasów cesarza Karola IV Luksemburskiego (XIV wiek).